# 東松島市立矢本第二中学校
東松島市立矢本第二中学校は宮城県東松島市東部に存在する学校。JR東日本仙石線陸前赤井駅に隣接している。

## 学区
- 赤井全域[5](赤井小学校、赤井南小学校)
- 大曲、ただし小字上台を除く[5](大曲小学校)

## 東日本大震災の影響
2011年3月11日の東日本大震災では1階の1.6m、および校庭が浸水、体育館全壊の被害を受けた。また、1名の生徒が死亡、もしくは行方不明となっている。その影響で挙行できなかった修了式、卒業式、離任式を同年3月30日行った。また、4月21日、始業式を、同22日、入学式を行っている。